# Muzeum. Seryjny morderca śmieje się w deszczu
Muzeum. Seryjny morderca śmieje się w deszczu (jap. ミュージアム Myūjiamu) – manga autorstwa Ryōsuke Tomoe, publikowana na łamach magazynu „Shūkan Young Magazine” wydawnictwa Kōdansha od lipca 2013 do lutego 2014. Na jej podstawie powstał film live action w reżyserii Keishiego Ōtomo, którego premiera odbyła się w listopadzie 2016.

## Fabuła
Niedawno rozwiedziony detektyw Hisashi Sawamura i jego mało doświadczony partner Jun’ichi Nishino poszukują seryjnego mordercy, który w masce żaby popełnia okrutne morderstwa. Gdy Sawamura jest coraz bliżej odnalezienia zabójcy, odkrywa, że jednym z celów może być jego własna rodzina.

## Manga
Seria ukazywała się od 29 lipca 2013 do 3 lutego 2014 w magazynie „Shūkan Young Magazine”. Wydawnictwo Kōdansha zebrało ją w 3 tankōbonach, wydanych między 6 listopada 2013 a 4 kwietnia 2014.
W Polsce prawa do dystrybucji mangi nabyło wydawnictwo Studio JG.
| Nr | Język japoński   | Język japoński         | Język polski     | Język polski           |
| Nr | Data wydania     | ISBN                   | Data wydania     | ISBN                   |
| -- | ---------------- | ---------------------- | ---------------- | ---------------------- |
| 1  | 6 listopada 2013 | ISBN 978-4-06-382376-9 | 3 listopada 2023 | ISBN 978-83-8257-281-0 |
| 2  | 6 stycznia 2014  | ISBN 978-4-06-382404-9 | 28 lutego 2024   | ISBN 978-83-8257-375-6 |
| 3  | 4 kwietnia 2014  | ISBN 978-4-06-382455-1 | 29 kwietnia 2024 | ISBN 978-83-8257-381-7 |

## Film live action
Na podstawie mangi powstał film live action w reżyserii Keishiego Ōtomo. Scenariusz napisali Ōtomo, Izumi Takahashi i Kiyomi Fujii, a muzykę skomponował Tarō Iwashiro. Produkcja została wydana w Japonii 12 listopada 2016 przez Warner Bros. Pictures.

### Obsada
- Shun Oguri – Hisashi Sawamura
- Satoshi Tsumabuki – Sanae Kirishima
- Machiko Ono – Haruka Sawamura
- Shūhei Nomura – Jun’ichi Nishino
- Tomomi Maruyama – Tsuyoshi Sugawara
- Tomoko Tabata – Kayo Akiyama
- Mikako Ichikawa – Mikie Tachibana
- Masatō Ibu – Toshio Okabe
- Yutaka Matsushige – Kozo Sekihata
- Nao Ōmori – ojciec Hisashiego